# 후카츠 에리
후카츠 에리(일본어: 深津 絵里, 1973년 1월 11일~)는 일본의 배우이다. 애칭은 ふかっちゃん 후캇짱[*].
오이타현 오이타시 출신이며, 소속사는 아뮤즈이다.
호리코시 고등학교를 졸업했으며, 어머니는 서예가인 후카츠 유미코이다.

## 내력
1986년, 도쿄도 하라주쿠에서 열린 미스 하라쥬쿠 그랑프리 콘테스트 우승을 계기로 연예계에 데뷔했으며, 1988년 영화 《1999년의 여름방학》으로 영화에 처음 출연했다. 같은 해 JR 도카이의 〈홈 익스프레스 크리스마스 버전〉(크리스마스 익스프레스 '88) 텔레비전 광고에 출연하며, 단번에 이름을 알렸다.

## 인물·성격
- 부모님과 3인가족으로 외동. 부친이 엔지니어이며, 어렸을 때 함께 출장처인 외국에 몇 번이나 여행했다. 그것이 계기로 그녀 자신, 여행을 좋아하게 되었다고 한다. 어머니는 서도가인 후카츠 유미코.
- 일반적으로는 연기파 여배우라고 평가되고 있다. 인상과 키가 작음으로부터, 드라마에서는 정숙한 여성, 마이 페이스인 여성, 내향적이고 무기력인 여성상에 캐스팅 되는 것이 많았지만, 날리는 여자 형사 역이나 정의감 흘러넘치는 여성 기자 역 , 오오쿠 총수의 덴쇼인 역이나 삼장법사 역등도 해내, 신경지를 개척했다. 〈후짓코(フジっ子)〉로서도 알려져 있다.
- 항상 흑발인 것으로 유명. 역에 의해서 머리 모양을 바꾸는 일은 있어도, 머리카락 색에 관해서는 항상 흑색으로 〈이 눈썹과 눈동자 색에는, 검은 머리카락이 맞다고 생각하므로 물들이려고 한 일은 한번도 없다〉라고, 〈이치카미〉의 CM 시에 코멘트했다.
- 점이나 주근깨가 매력 포인트.
- 연예계에서 으뜸가는 디즈니 팬.
- 자신의 장점·단점은 〈사람이 말할 수 없을 듯한 것을 가차없이 말하는 것〉이라고 이야기한다.
- 자신의 성격을 동물에 비유하면 소(빈둥거리는 면)로, 좋아하는 동물은 치타.
- 교제하는 남성은 연상·연하 관계없이, 꿈만 쫓고 있는 남자라도 괜찮다라는 것(《우리들의 음악》 후쿠야마 마사하루와의 대담의 발언에서).
- 먹는 것을 정말 좋아한다. 이것만은 양보할 수 없다고 하는 것은?이라는 질문에 〈디저트를 먹는 것. 식사의 마지막에 디저트를 먹는 일은 빠뜨릴 수 없고, 양보할 수 없다〉라고 이야기하고 있다.
- 영화관의 분위기를 좋아하고 작품을 불문하고 자주 영화관에 간다.
- 토키와 타카코와는 드라마에서 공동 출연한 이래 사이가 좋고, 사적으로도 함께 놀거나 하고 있다.
- SMAP 전원과 드라마에서 공동 출연했다.

## 평가·에피소드
- 오이타현 오이타시 출신이며, 《춤추는 대수사선 가을의 범죄 박멸 스페셜》에서 1장면만 오이타벤으로 이야기하는 장면이 있다. 동 시리즈에서는 같은 오이타 시 출신의 유스케 산타마리아와도 공동 출연하고 있다.
- 영화 《아수라》에서 취한 장면을 촬영할 때, 실제로 술을 얼굴이 붉어질 때까지 마시고 찍었다고 한다. 본인은 애주가이며 〈식사를 하고 있을 때 조금 마시는 정도. 좋아하는 것은 샴페인. 만취한 적은 없습니다〉라고 인터뷰로 이야기하고 있다.
- JCB의 CM에서 격렬하게 매운 톰양쿵을 먹는 장면에서로, 스탭이 텅 빈 접시를 먹고 있는 연기를 부탁할 생각이었지만 〈그러면 리얼함이 전해지지 않는 것은 아닌지?〉라고 스스로 제안해 어려움 20배의 스프를 눈물을 흘리며 마셨다고 하는 에피소드가 있다.
- 같은 사무소 소속의 후쿠야마 마사하루에게 자신의 1월 11일의 생일에 111개의 장미를 선물 받았던 적이 있다.
- 토키와 타카코, 아마미 유키와 사이가 좋다. 아마미가 30대때 3명이서 〈멋지고 즐겁게 사는 삼십회〉를 열고 있었다.
- 키무라 타쿠야, 후쿠야마 마사하루, 타무라 아츠시, 우스다 아사미, 사토 타케루, 미즈카와 아사미, 호시노 마리 등 연예인 팬이 많다. 키무라 타쿠야는 〈후카츠 에리 씨=여우(여배우). 우수한(優) 여자(女)라고 써서 여우(女優).〉라고 평가하고 있다. 또 우스다 아사미는 자신의 블로그에서 동경하고 있다고 코멘트, 같은 아뮤즈 소속의 사토 타케루는 《코이스루 허니커밍!》에 게스트 출연했을 때, 〈중학교 때부터 팬〉 〈허니커밍 데이트 하고 싶다〉라고 말하는 만큼 후카츠의 팬이다.
- 미타니 코키는 후카츠를 영화 《더·매직 아워》에 기용한 이유에 대해서, 2007년에 개봉한 영화 《서유기》에서 공동 출연해 만나 이야기를 했을 때 〈느낌이 좋았으니까〉라고 이야기했다. 극중에서 후카츠는 애프터 레코딩은 아니고 촬영 시의 라이브를 피로하고 있는 것 외 엔딩에는 롱 버전도 노래하고 있다. 이것에 대해서도 〈후카츠 씨는 노래도 연극도 정말로 칸의 좋은 사람이었습니다. (애드립도) 후카츠 씨는 절대로 웃지 않는다. 그녀는 NG도 내지 않는다. 이미, 철의 여자. 절대로 무너지지 않는 타입〉 〈귀도 좋고, 영어 발음도 완벽. 엔딩은 압권이었습니다〉라고 평가하고 있다(《더·매직 아워》 오피셜 북으로부터).

## 출연

### 영화
- 1999년의 여름 방학 (1988년, 쇼치쿠) - 노리오 역
- 스테이 골드 (1988년, 쇼치쿠) - 아시카와 리사 역

(위 2작품은 미즈하라 리에 명의로 출연한 작품)
- 만월의 입맞춤 (1989년, 토호) - 타카하라 리에 역

(위 작품은 역할의 이름과 같은 타카하라 리에 명의로 고지를 해 동명의로 삽입노래의 CD 판매도 행해졌지만, 영화 공개의 일정이 반년 가깝게 어긋나서, 최종적으로는 후카츠 에리 명의로 공개되었다)
- 한 여름의 지구 (1991년, 쇼치쿠후지) - 하시모토 유코 역
- 생일 선물 (1995년, 토호) - 카와노 에리 역
- (하루) (1996년, 토호) - 호시(후지마 미츠에) 역
- 춤추는 대수사선 시리즈 - 온다 스미레 역
  - 춤추는 대수사선 THE MOVIE (1998년, 토호)
  - 춤추는 대수사선 THE MOVIE 2 레인보우 브릿지를 봉쇄하라! (2003년, 토호)
  - 춤추는 대수사선 THE MOVIE 3 녀석들을 해방하라! (2010년 7월, 토호)
  - 춤추는 대수사선 THE FINAL (2012년 9월, 토호)
- 스페이스 트레블러즈 (2000년, 토에이) - 아이다 미도리 역
- 아수라 (2003년, 토호) - 우루마 타키코 역
- 박사가 사랑한 수식 (2006년, 아스믹 에이스 엔터테인먼트) - 쿄코 역
- 서유기 (2007년, 토호) - 삼장법사 역
- 매직 아워 (2008년, 토호) - 타카치호 마리 역
- 호노카아 보이 (2009년, 토호) - 챠코 역
- 여자 이야기 (2009년, 에이벡스 엔터테인먼트) - 타카하라 나츠미 역
- 악인 (2010년, 토호) - 마고메 미츠요 역
- 멋진 악몽 (2011년, 토호) - 주연·호쇼 에미 역
- 기생수 (2014년, 토호) - 타미야 료코 역
  - 완결편 (2015년)
- 키시베의 여행 (2015년, 쇼게이트) - 주연·미즈키 역
- 오랜 변명 (2016년, 아스믹 에이스) - 나츠코 역
- 서바이벌 패밀리 (2017년, 토호) - 스즈키 역

### 극장판 애니메이션
- 스즈메의 문단속 (2022년, 도호) - 이와토 타마키 역

### 드라마
- 입시학원 부기 (1990년 4월 20일 ~ 7월 6일, TBS) - 시마오카 마유미 역
- 파라다이스 일본 (1990년 7월 29일, TBS) - 주연·후지이 사나에 역
- 하이스쿨 대탈주 (1991년 1월 9일 ~ 3월 27일, TV 도쿄) - 쿠리타 츠구미 역
- 루주의 전언 VOL.5 〈마지막 봄방학〉 (1991년 5월 1일, TBS) - 마츠모토 리에 역
- 공백의 그림책 (1991년 8월 6일, NHK) - 미요시 아키코 역
- 여자란 불가사의 제1화 〈로스트 버진〉 1991년 9월 27일, TBS) - 토모미 역
- 사랑이란 이름으로 (1992년 1월 9일 ~ 3월 26일, 후지 TV) - 타카이 토우코 역
- 기묘한 이야기/DOOR (1992년 7월 23일, 후지 TV) - 야자와 미치루 역
- 여름 밤의 집보기 (1992년 8월 17일 ~ 8월 20일, TV 아사히) - 히로타 메이코 역
- 스무살의 약속 (1992년 10월 12일 ~ 12월 21일, 후지 TV) - 사와이 아카네 역
- 지구를 망치는 50개의 간단한 방법 (1992년 10월 17일, NHK) - 쿠리바야시 레이코 역
- 결혼식 (1993년 5월 7일, 후지TV) - 아오키 역
- 악마의 KISS (1993년 7월 7일 ~ 9월 22일, 후지 TV) - 아사쿠라 사치코 역
- 어른의 키스 (1993년 10월 23일 ~ 12월 18일, 닛폰 TV) - 사쿠라이 레이코 역
- 이 사랑에 살며 (1994년 4월 14일 ~ 6월 30일, 후지 TV) - 토키 사오리 역
- 젊은이의 모든 것 (1994년 10월 19일 ~ 12월 21일, 후지 TV) - 미즈누마 료코 역
- 최고의 짝사랑 WHITE LOVE STORY (1995년 1월 11일 ~ 3월 22일, 후지TV) - 주연·카토 쿠루미 역
- 베스트 프렌드 (1995년 10월 16일 ~ 12월 11일, 닛폰 TV) - 노가와 유코 역
- 나니와 금융도 파트1 (1996년 2월 16일, 후지 TV) - 타카하시 마사코 역
- 투명 인간 DEAD ZONE IN ZEUS (1996년 4월 13일 ~ 7월 6일, 닛폰 TV) - 사사모리 아스카 역
- 춤추는 대수사선 시리즈 (후지 TV) - 온다 스미레 역
  - 춤추는 대수사선 (1997년 1월 7일 ~ 3월 18일)
  - 춤추는 대수사선 연말 특별 경계 스페셜 (1997년 12월 30일)
  - 완간서 여경 이야기 초여름의 교통안전 스페셜 (1998년 6월 19일)
  - 춤추는 대수사선 가을의 범죄 박멸 스페셜 (1998년 10월 6일)
  - 춤추는 대수사선 THE LAST TV 샐러리맨 형사와 마지막 어려운 사건 (2012년 9월 1일)
- 장미의 살의~허무에 바치는 공물 (1997년 8월 13일 ~ 8월 19일, NHK) - 나나무라 쿠류우 역
- 나리타 이혼 (1997년 10월 15일 ~ 12월 17일, 후지 TV) - 유우키 레이코 역
- 토쿠가와 요시노부 (1998년, NHK, 대하드라마) - 덴쇼인 역
- 반짝반짝 빛나다 (1998년 1월 13일 ~ 3월 17일, 후지 TV) - 주연·아마노 히카루 역
  - 반짝반짝 빛나다 2 (1999년 4월 23일, 금요 엔터테인먼트)
  - 반짝반짝 빛나다 3 (2000년 4월 4일)
- 일기예보의 연인 (2000년 4월 10일 ~ 6월 26일, 후지 TV) - 카네코 쇼코 역
- 카바치타레! (2001년 1월 11일 ~ 3월 22일, 후지 TV) - 주연·사카에타 치하루 역
- 츄신구라1/47 (2001년 12월 28일, 후지 TV) - 호리베 호리 역
- 사랑의 힘 (2002년 1월 10일 ~ 3월 21일, 후지 TV) - 주연·모토미야 토코 역
- 하늘에서 내리는 일억 개의 별 (2002년 4월 15일 ~ 6월 25일, 후지 TV) - 도지마 유코 역
- 막내장남 누나셋 (2003년 10월 12일 ~ 12월 21일, TBS) - 주연·카시와쿠라(타카나시) 하루코 역
- 강, 언젠가 바다에 6개의 사랑 이야기 (2003년 12월 12일·26일, NHK) - 주연·혼마(카이에다) 타미 역
- 슬로우 댄스 (2005년 7월 4일 ~ 9월 12일, 후지 TV) - 주연·마키노 이사키 역
- 서유기 (2006년 1월 9일 ~ 3월 20일, 후지 TV) - 삼장법사 역
- CHANGE (2008년 5월 12일 ~ 7월 14일, 후지 TV) - 미야마 리카 역
- the 파도타기 레스토랑 제33화 (2008년 11월 9일, 닛폰 TV) - 아미 역
- 마쓰모토 세이초 탄생 100년 기념 작품·역로 (2009년 4월 11일, 후지 TV) - 후쿠무라 케이코 역
- 멋진 몰래카메라~완전무결의 콩셰르주~ (2011년 11월 5일, 후지 TV) - 주연·호쇼 에미 역

### 버라이어티
- 쿠니짱의 야마다 가츠테 나이 테레비 (후지 TV) - 준 레귤러
- 후카츠 에리의 black comedy 부라코메 (2006년, GyaO 2007년에 DVD 발매)
- FNS의 날 (2007년)·27시간 TV 민나“나마카”닷!웃키!해피!서유기! (2007년 7월 28일 ~ 29일, 후지 TV)

등

### 그 이외의 TV
- THE 세계유산 (2010년 4월 4일 ~ , TBS) - 내레이션